# Ștefan Rusu
Ștefan Rusu (Rădăuți, Rumania, 2 de febrero de 1956) es un deportista rumano retirado especialista en lucha grecorromana donde llegó a ser campeón olímpico en Moscú 1980.

## Carrera deportiva
En los Juegos Olímpicos de 1976 celebrados en Montreal ganó la medalla de plata en lucha grecorromana de pesos de hasta 68 kg, tras el soviético Suren Nalbandyan (oro) y por delante del alemán Heinz-Helmut Wehling (bronce). Cuatro años después, en las Olimpiadas de Moscú 1980 ganó la medalla de oro en la misma modalidad; y en las de Los Ángeles 1984, la medalla de bronce, en esta ocasión, en pesos de hasta 74 kg.